# Trochosa magna
Trochosa magna este o specie de păianjeni din genul Trochosa, familia Lycosidae. A fost descrisă pentru prima dată de Roewer, 1960.
Este endemică în Liberia. Conform Catalogue of Life specia Trochosa magna nu are subspecii cunoscute.